# Boos (Senna Marittima)
Boos è un comune francese di 3 209 abitanti situato nel dipartimento della Senna Marittima nella regione della Normandia.

## Società

### Evoluzione demografica
Abitanti censiti